# International Casting Sport Federation
La International Casting Sport Federation (ICSF) è la federazione sportiva internazionale che governa lo sport del casting.

## Organizzazioni a cui appartiene
- SportAccord (GAISF)
- International World Games Association (IWGA)